# Detlev Dammeier
Detlev Dammeier (* 18. Oktober 1968 in Stadthagen) ist ein ehemaliger deutscher Fußballspieler. Vom 20. März 2008 bis zum 30. März 2010 stand er als Manager bei Arminia Bielefeld unter Vertrag.

## Karriere

### Karriere als Spieler
Der im Schaumburger Land geborene und aufgewachsene Dammeier begann seine Profikarriere 1986 bei Hannover 96. Von 1989 bis 1992 spielte er für den Hamburger SV. 1992 wechselte er zum VfL Wolfsburg in die 2. Bundesliga und stieg 1997 mit Wolfsburg auf, bevor er 2000 zu Arminia Bielefeld in die 2. Bundesliga wechselte. Mit der Arminia stieg er 2002 sowie 2004 in die 1. Bundesliga auf.
Zum Ende der Saison 2005/2006 beendete Dammeier seine Karriere als aktiver Spieler. Um seiner fast 20-jährigen Profilaufbahn einen würdigen Abschluss zu bereiten, fand am 19. Mai 2006 ihm zu Ehren ein Abschieds-/Benefizspiel in der SchücoArena statt. Dabei traf die aktuelle Profimannschaft von Arminia Bielefeld auf ein von Detlev Dammeier ausgewähltes Team („Dammi & Friends“), welches Dammeiers Mannschaft mit 6:5 gewann.
Dammeier absolvierte über 500 Erst- und Zweitligaspiele. Seine Position war das defensive Mittelfeld.

### Karriere nach der aktiven Zeit
Ab dem 10. November 2007 trainierte Dammeier bis zum Ende der Saison die zweite Mannschaft von Arminia Bielefeld. Für diese Tätigkeit hat Dammeier die 14-tägige Ausbildung zur Trainer-B-Lizenz erfolgreich absolviert. Am 10. Dezember 2007 wurde er, nach der Entlassung von Ernst Middendorp, Interimstrainer der Arminia, die er nur im letzten Hinrundenspiel gegen den VfB Stuttgart (2:0) betreute; nach dem Spiel wurde Michael Frontzeck als neuer Cheftrainer vorgestellt.
Am 20. März 2008 wurde Detlev Dammeier neuer Geschäftsführer Sport von Arminia Bielefeld und somit Nachfolger von Reinhard Saftig, von dem sich der Verein zuvor getrennt hatte. Dammeier unterschrieb einen Vertrag bis Ende Juni 2009. Bis zum Ende der Saison bekleidete er zudem noch den Posten des Trainers der zweiten Mannschaft von Arminia Bielefeld. Zur Winterpause der Saison 2008/09 gab der Verein bekannt, dass der Vertrag mit Detlev Dammeier bis zum 30. Juni 2011 verlängert wurde. Am 30. März 2010 gab Arminia Bielefeld bekannt, dass Dammeier von seinen Aufgaben entbunden wurde.
Von September 2011 bis Sommer 2013 trainierte Dammeier den Landesligisten Spvg Steinhagen. Im Sommer 2013 war Detlev Dammeier Scout bei RB Leipzig und dort vor allem für die Gegneranalyse zuständig. Am 17. Februar 2014 gab Preußen Münster bekannt, dass Dammeier die sportliche Leitung des Vereins übernehmen wird. Nach einem umstrittenen Interview musste Dammeier den Posten bereits wieder am 31. März räumen. Vom 1. Juli bis zum 2. Oktober 2017 trainierte Dammeier den Verein Lupo Martini Wolfsburg aus der Oberliga Niedersachsen. Zur Saison 2018/19 übernahm Dammeier den Trainerposten beim Westfalenligisten Delbrücker SC.

## Privat
Detlev Dammeier ist verheiratet und hat drei Töchter. Er hat eine Ausbildung zum Bankkaufmann absolviert. Seit Dezember 2009 ist er offizieller Pate des Kinderhospizes Bethel für sterbende Kinder.

## Erfolge
- Finalist im DFB-Pokal 1995 (mit dem VfL Wolfsburg)
- Platz 5 in der Bundesliga 1991 (mit dem HSV)
- Finalist bei der U-16 Weltmeisterschaft 1985